# سرکچال
سرکچال، قله‌ای است در منطقهٔ البرز مرکزی و به ارتفاع ۴۲۱۰ متر که در شمال استان تهران واقع است.

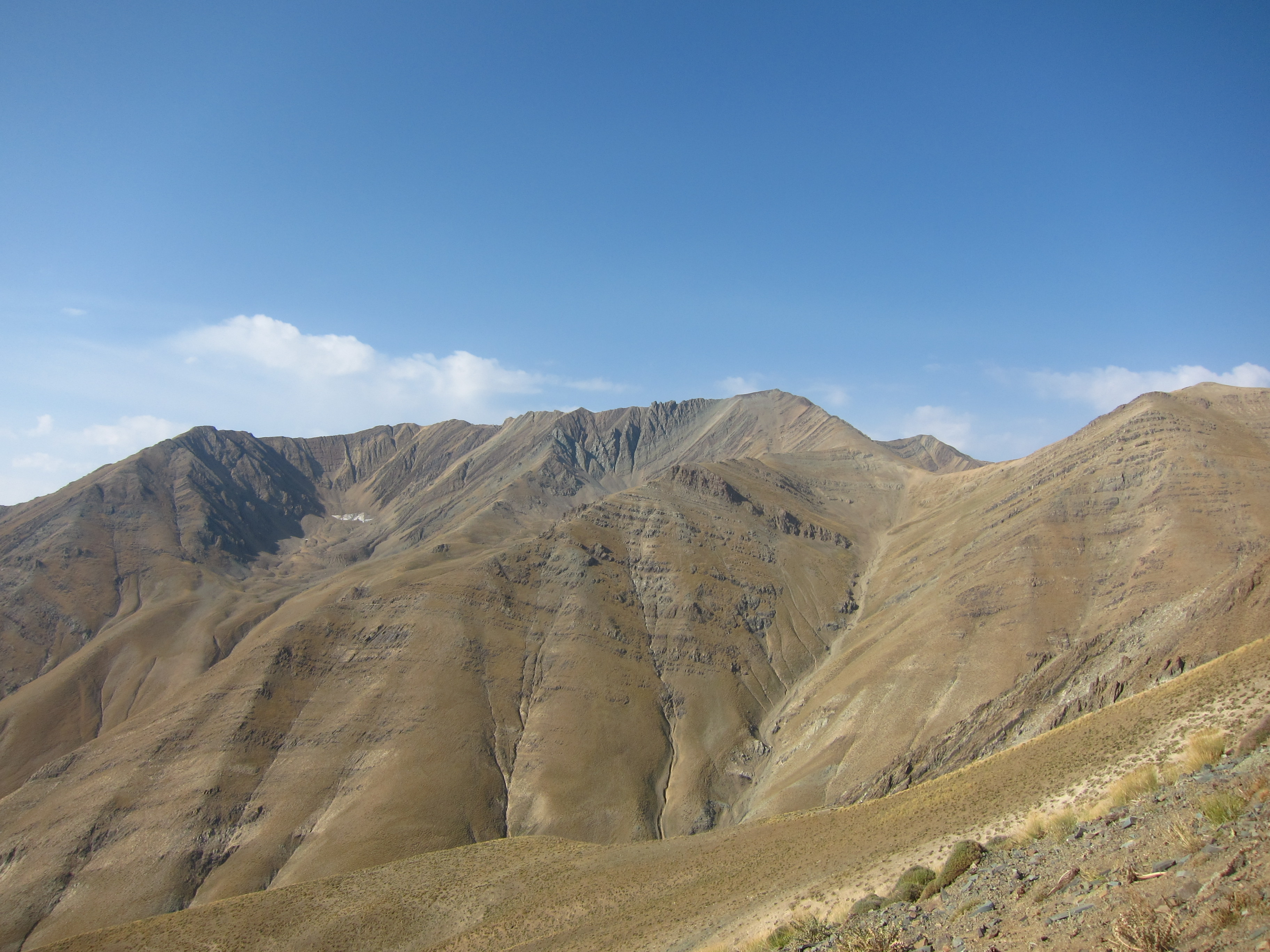
نمای قله سرکچال از گردنه ۴۰۰۰ متری ورزاب (از سمت شمال قله) در شهریور

## موقعیت
قلهٔ سرکچال ۱ (۴۲۱۰ متر)، همراه با قله‌های فرعی سرکچال ۲ (۴۱۵۲ متر) و سرکچال ۳ (۴۱۲۴ متر)، بر روی یک خط الرأس شرقی - غربی، در شمال شمشک و همچنین روستای روته قرار گرفته‌است.
انتهای شرقی این خط‌الرأس، از طریق گردنه مرتفع ۴۰۲۰ متری ورزاب به قله برج و سپس خلنو متصل می‌شود. از سمت شمال، به دره دریوک و رود ولایت‌رود مشرف بوده و از غرب به قله کلون‌بستک منتهی می‌شود. همچنین این قله از سمت جنوب، از طریق گردنه لجنی به قله‌ ی پی‌ناسوم و قله آبک متصل می‌شود.

## مسیرهای صعود
مسیر اصلی صعود به قله سرکچال، از طریق یال جنوبی است که از کنار ایستگاه تله‌سیژ شمشک و روستای سپیدستان شروع می‌شود. در این مسیر، جان‌پناه این قله که جان‌پناه لجنی نامیده می‌شود و در سال ۱۳۶۴ ساخته شده، قرار گرفته‌است. همچنین به‌دلیل قرار گرفتن این قله همراه با قله کلون‌بستک بر روی یک خط‌الرأس، صعود قله کلون‌بستک از طریق گردنه دیزین و سپس قله‌های سرکچال در ادامه خط‌الرأس نیز رایج است.